# Stile Restaurazione francese
Lo stile Restaurazione francese fu uno stile nato in Francia durante il periodo della Restaurazione borbonica, dopo il crollo dell'impero napoleonico, preludendo l'inizio del romanticismo in musica e letteratura. Il termine è utilizzato per descrivere le arti e l'architettura durante il regno di Luigi XVIII e Carlo X, sino alla rivoluzione di luglio del 1830 che diede inizio al regno di Luigi Filippo.

## Architettura e disegno

### Strutture pubbliche e monumenti

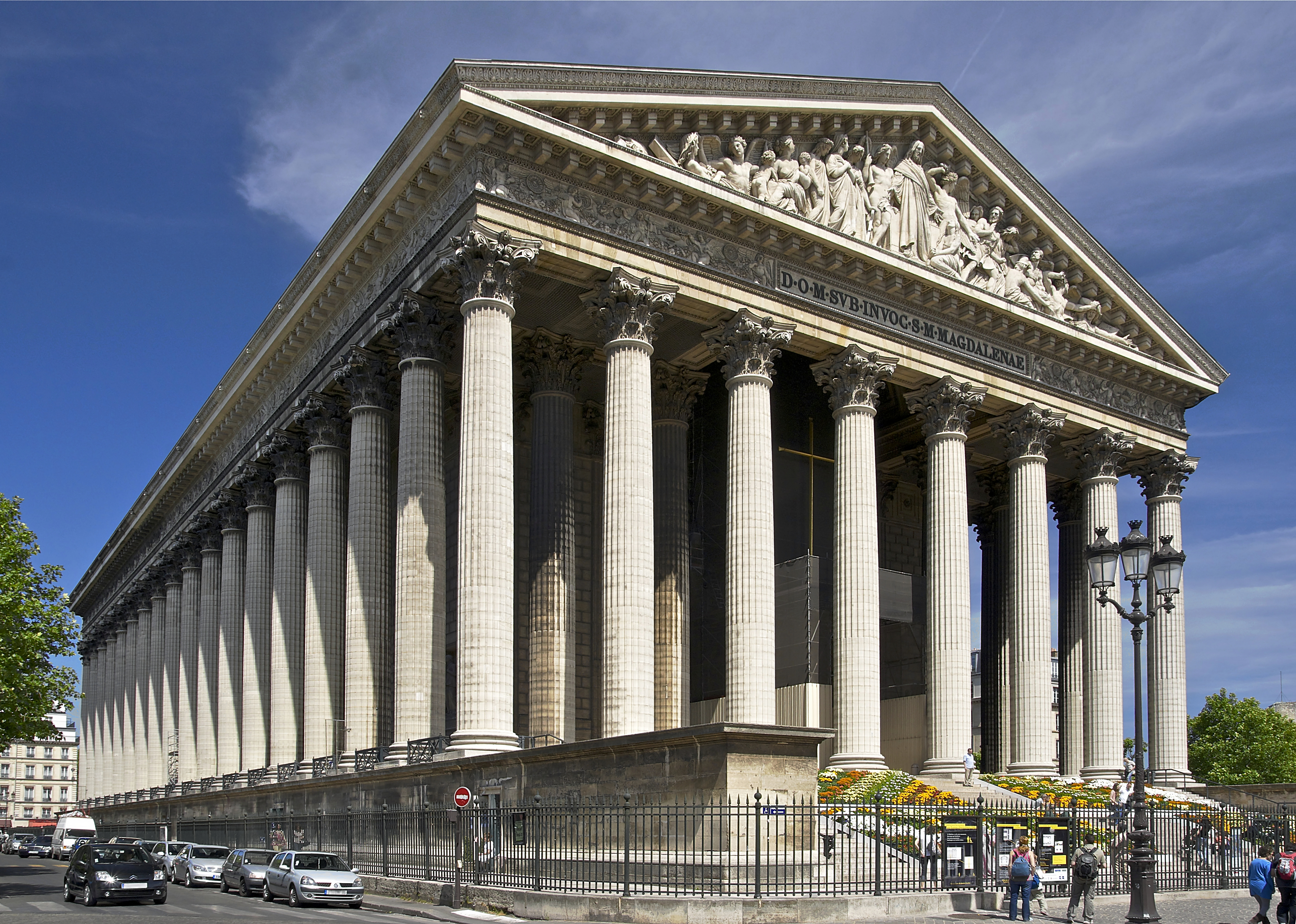
La Madeleine, cambiata da un tempio alla gloria dell'esercito di Napoleone in una chiesa cattolica
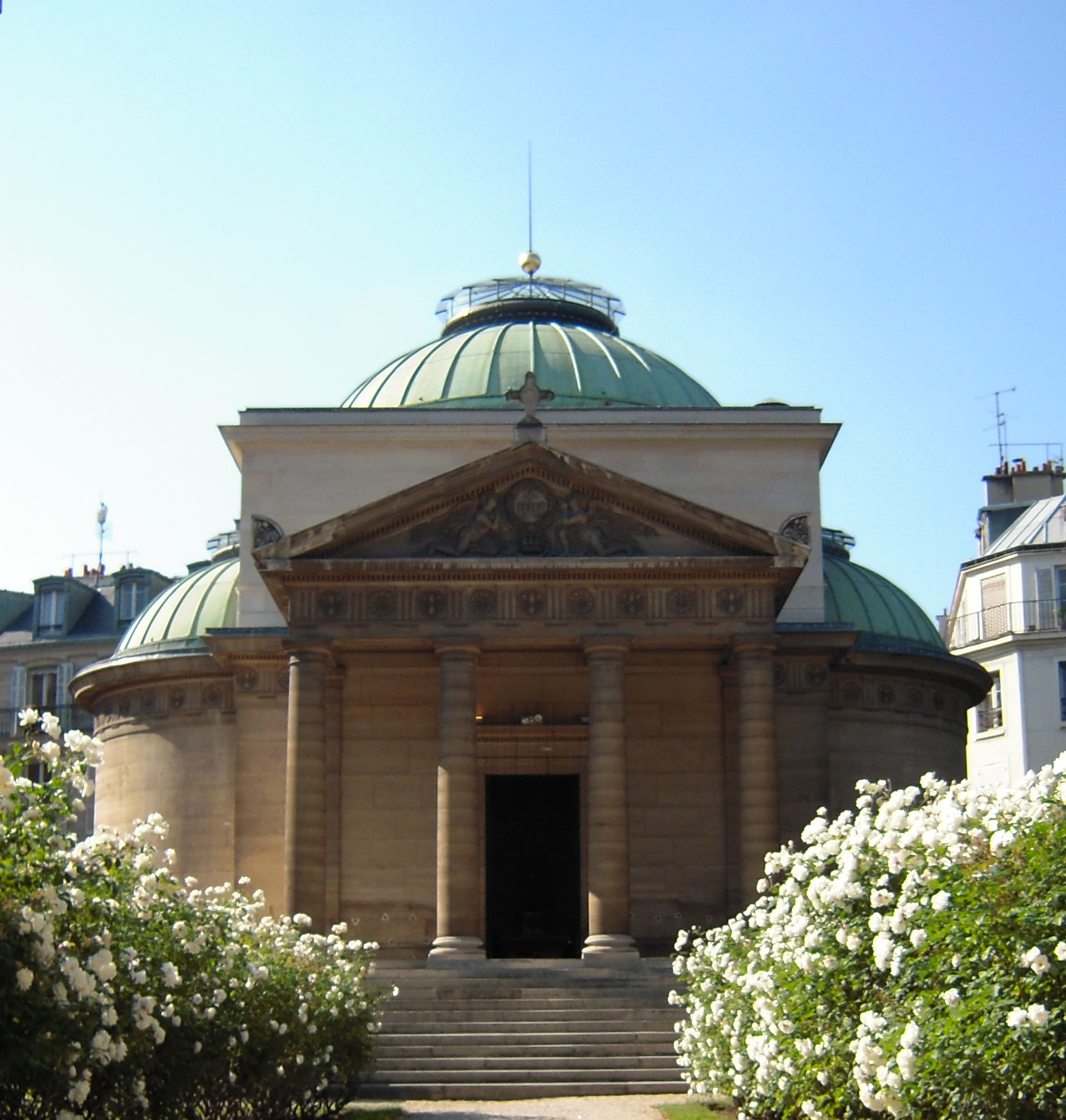
La cappella espiatoria di Pierre-François-Léonard Fontaine (1826)
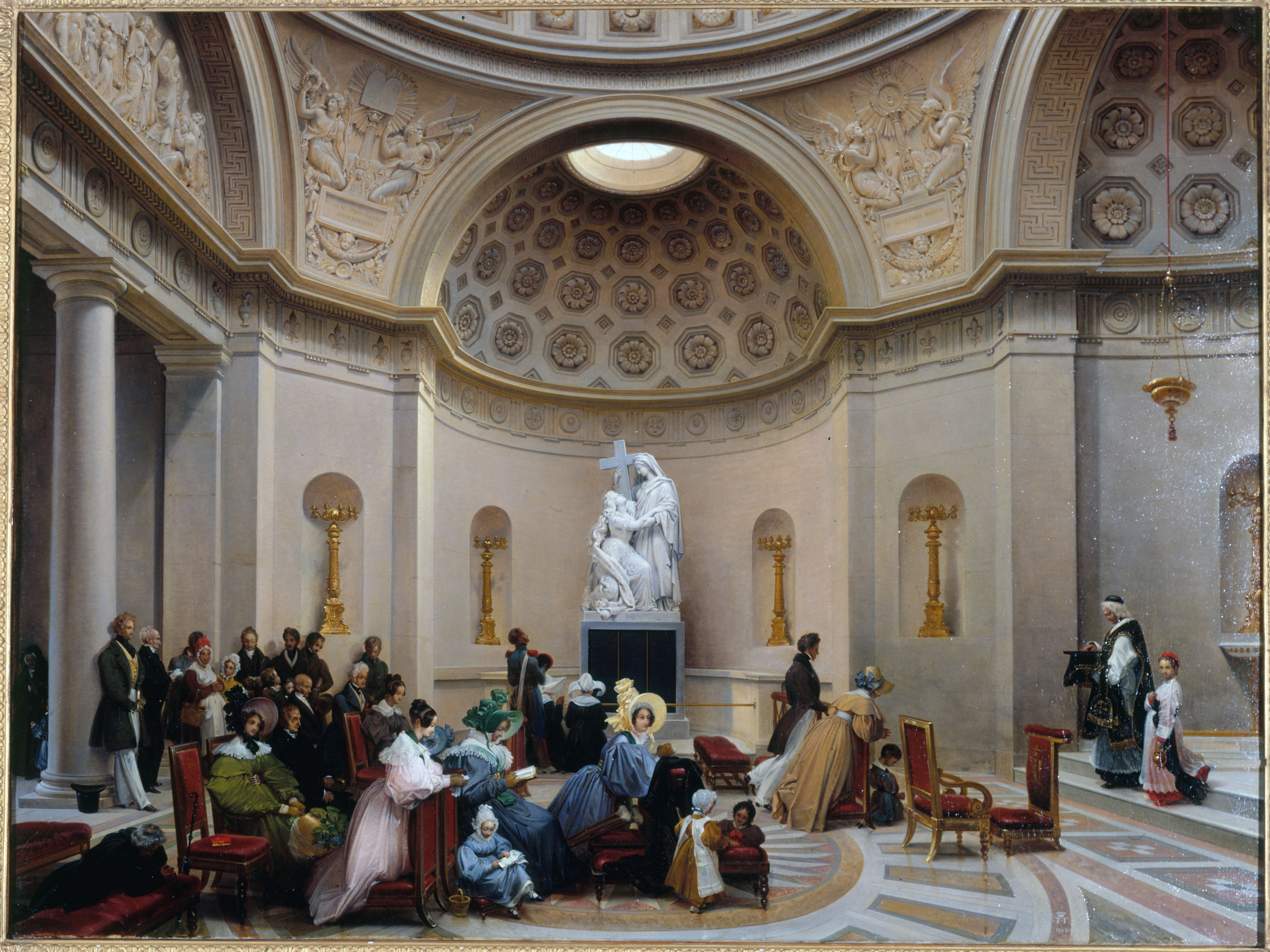
Messa nella cappella espiatoria, disegno di Pierre-François-Léonard Fontaine
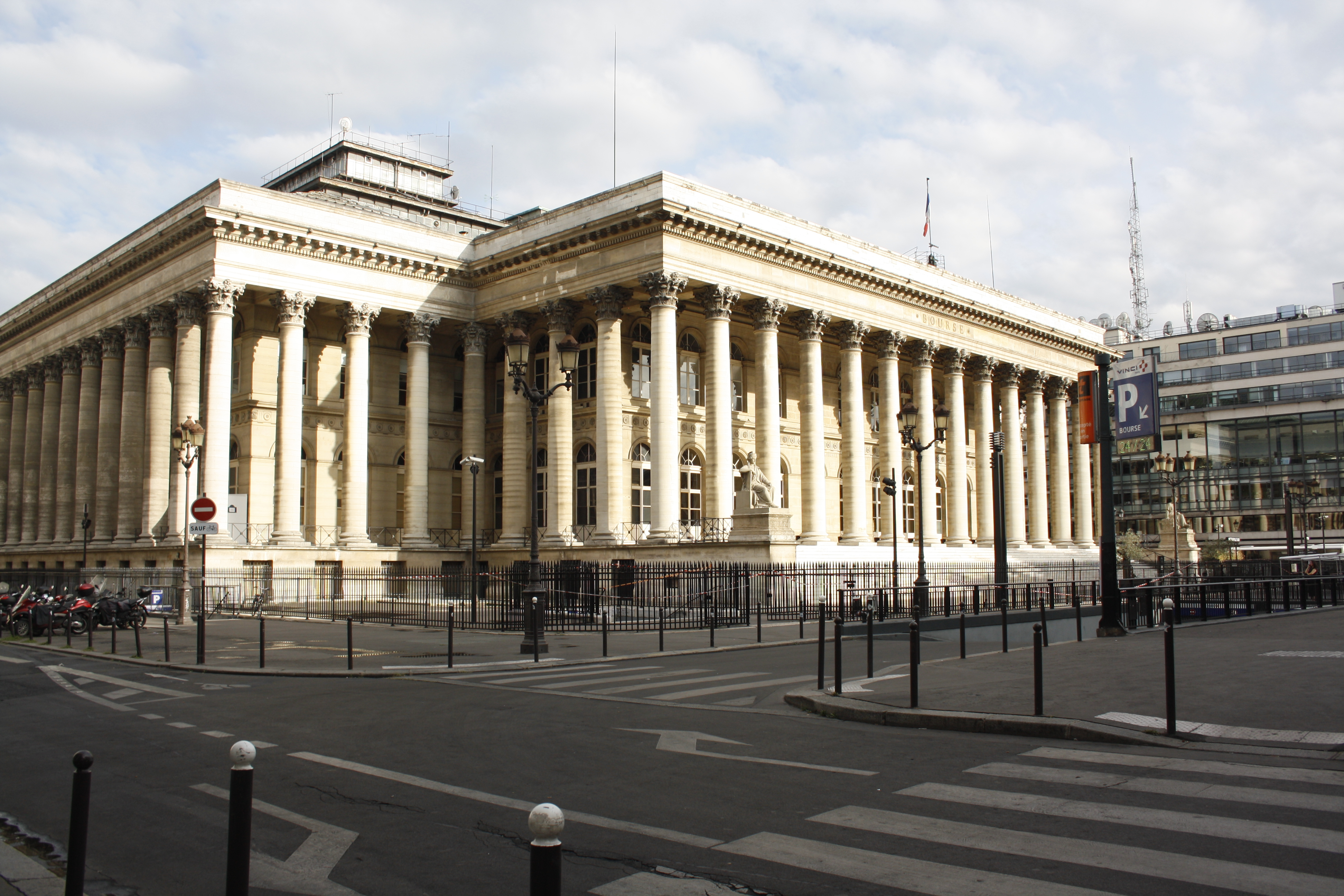
La vecchia borsa di Parigi (1826)

Per commemorare il ricordo di Luigi XVI e di Maria Antonietta e per espiare il crimine della loro esecuzione, re Luigi XVIII una volta restaurato al trono francese fece costruire una cappella espiatoria su progetto di Pierre-François-Léonard Fontaine sul sito del piccolo cimitero della Madeleine, dove i resti (oggi alla Basilica di Saint-Denis) vennero sepolti dopo la loro esecuzione. La cappella venne completata e consacrata nel 1826.
Il governo regio restaurò i simboli del vecchio regime, ma continuò la costruzione di gran parte dei monumenti e dei progetti urbani iniziati da Napoleone. La chiesa de La Madeleine, iniziata sotto Luigi XVI, era stata tramutata da Napoleone in un Tempio della Gloria (1807), ma sotto Luigi XVIII tornò al suo proposito originario, ovvero quello di chiesa cattolica. Tutte le strutture pubbliche sotto la Restaurazione vennero costruite in stile neoclassico. I lavori ripresero lentamente anche sull'Arco di Trionfo, iniziato sotto Napoleone. Alla fine del regno di Luigi XVIII, il governo decise di trasformarlo in un monumento celebrativo della vittoria del duca di Angôuleme sui rivoluzionari spagnoli che avevano detronizzato il loro sovrano borbonico. Venne pianificato anche di scolpire l'iscrizione "All'armata dei Pirenei", ma il progetto non venne compiuto e quando anche la Restaurazione si concluse nel 1830, il monumento appariva ancora non finito.
Il Canal Saint-Martin venne terminato nel 1822, e la costruzione della borsa di Parigi, disegnata, iniziata e lavorata da Alexandre-Théodore Brongniart dal 1808 al 1813, venne modificata e completata da Éloi Labarre nel 1826. Vennero realizzati nuovi magazzini per il grano nei pressi dell'arsenale, un nuovo mattatoio e nuovi mercati coperti. Vennero costruiti inoltre tre nuovi ponti sospesi sulla Senna: Pont d'Archeveché, Pont des Invalides e il ponte pedonale della Grève.

### Architettura religiosa

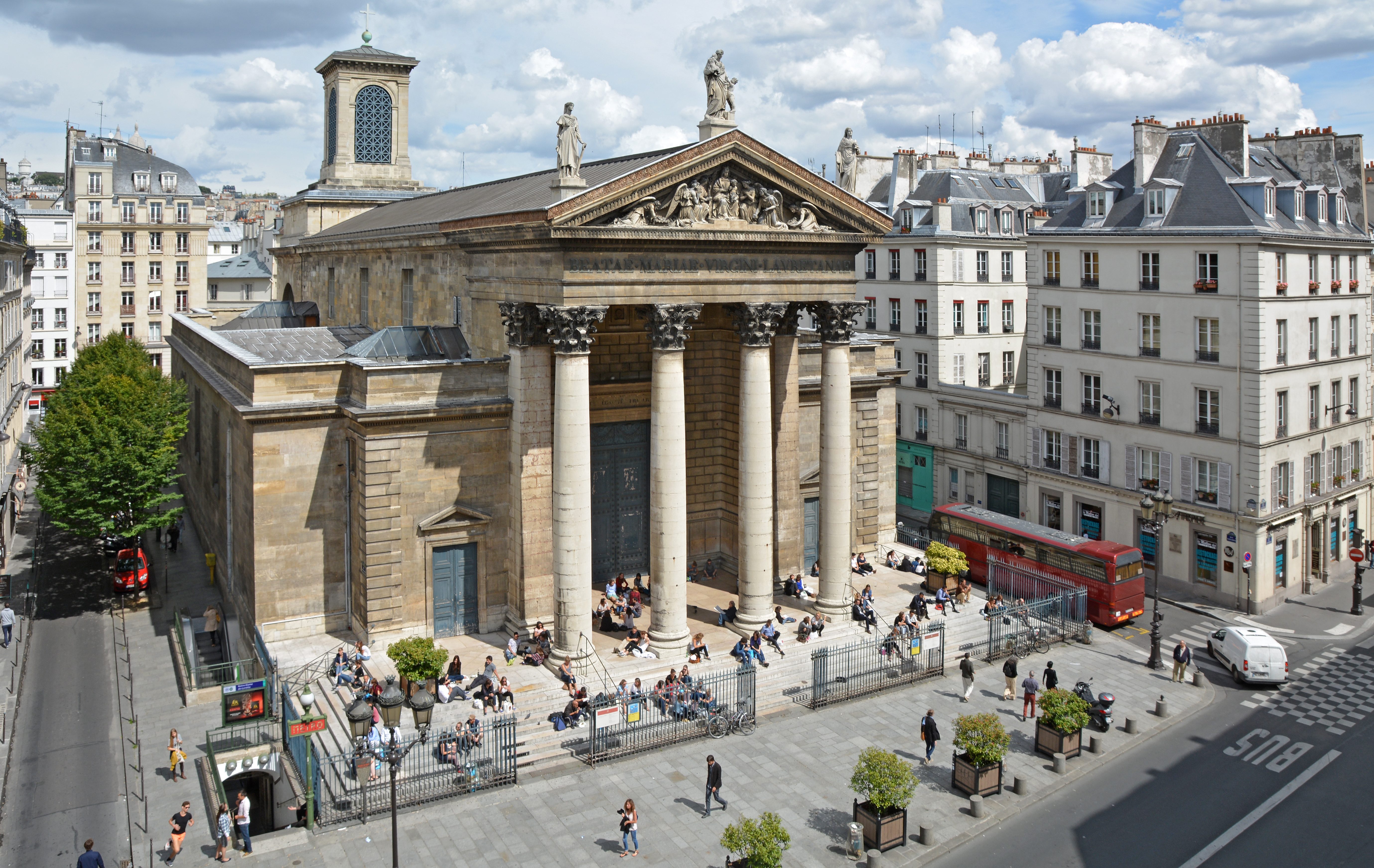
La Chiesa di Notre-Dame-de-Lorette (1823–36) di Louis-Hippolyte Lebas;
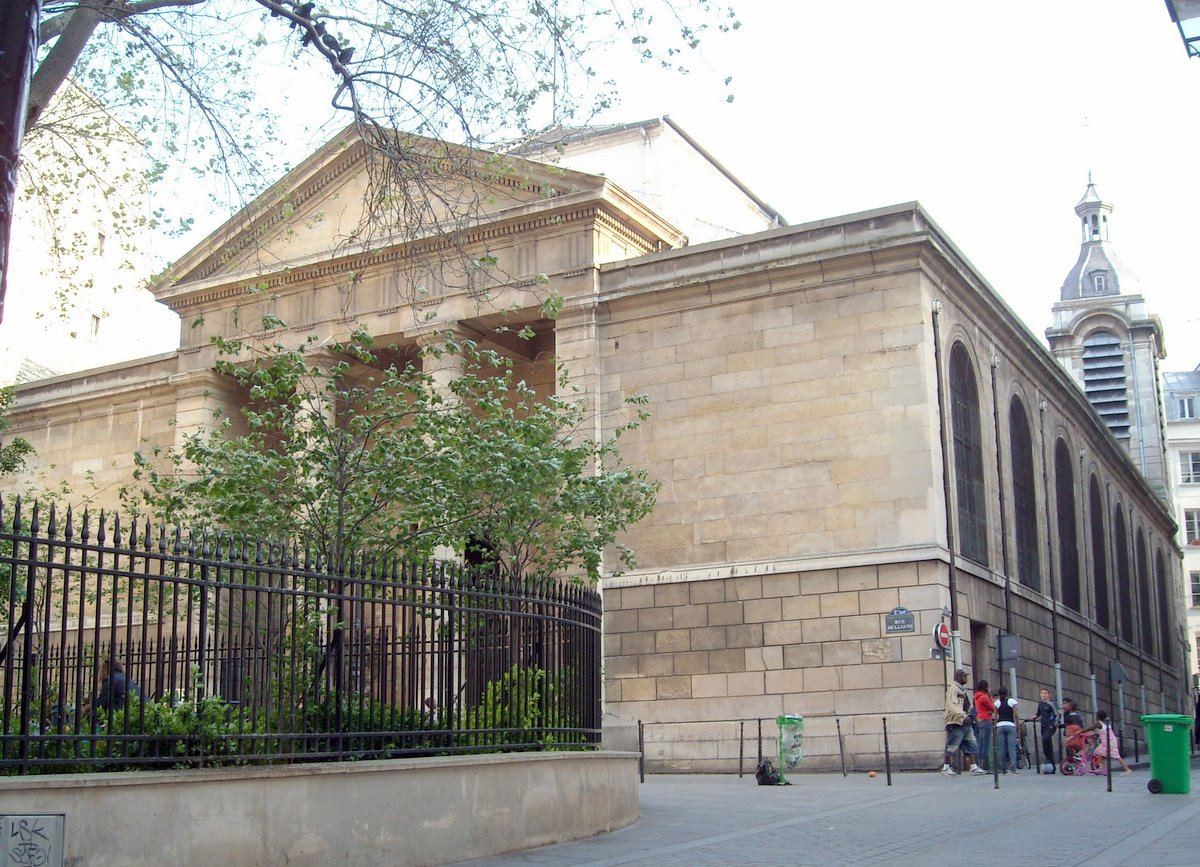
La chiesa di Notre-Dame-de-Bonne-Nouvelle (1828–30), di Étienne-Hippolyte Godde
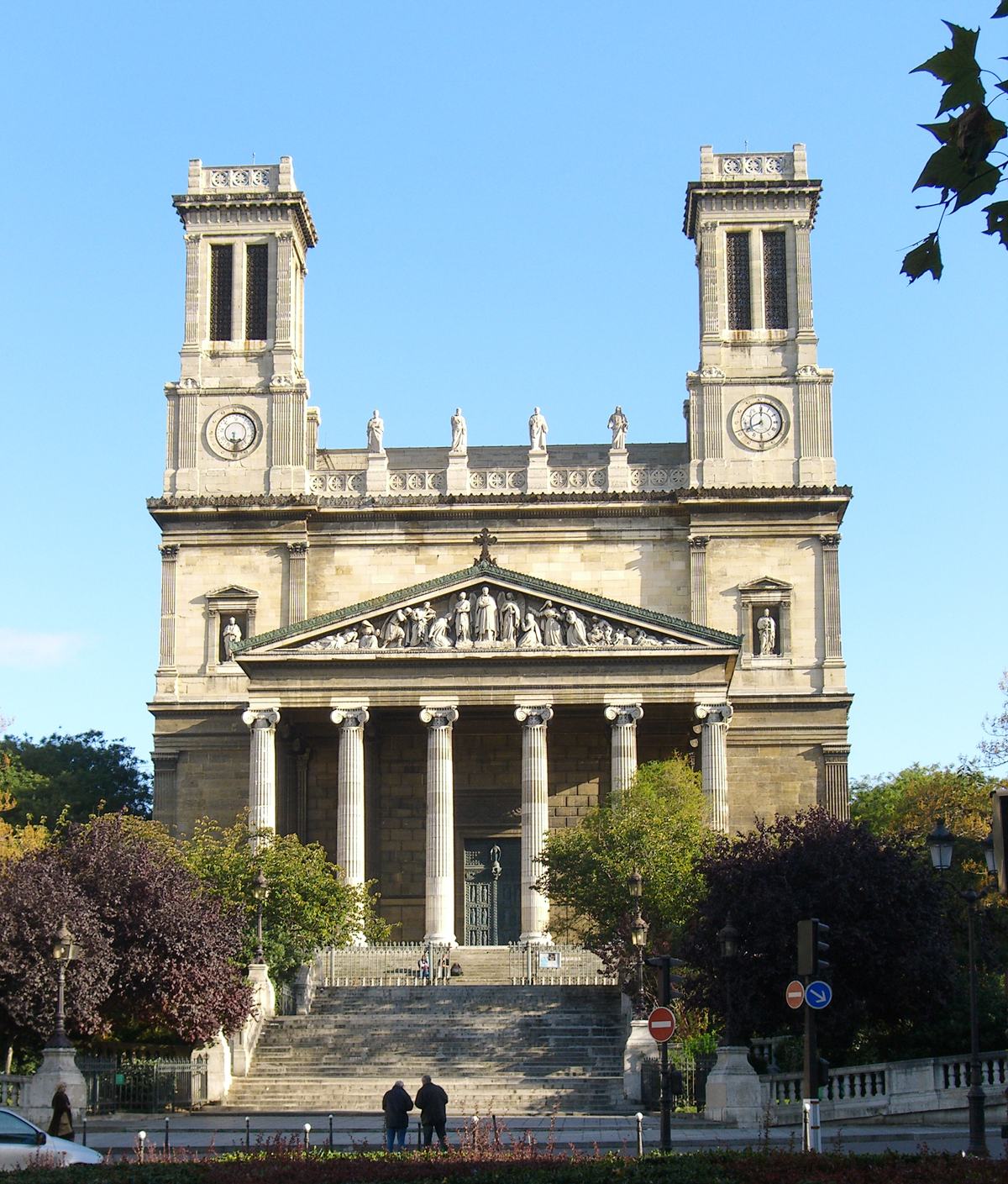
La chiesa di Saint-Vincent-de-Paul (1824–44) di Jacques Ignace Hittorff

Diverse nuove chiese vennero iniziate nella loro costruzione durante il periodo della Restaurazione per rimpiazzare quelle andate distrutte durante la Rivoluzione. Iniziò una vera e propria battaglia tra gli architetti che sostenevano la necessità di ritornare al gotico sull'esempio di Notre-Dame e quelli che volevano proseguire con lo stile neoclassico, modellando le nuove chiese sulle antiche basiliche romane. I neoclassicisti in Francia ebbero la meglio sino alla metà del secolo. Jean Chalgrin aveva disegnato la chiesa di Saint-Philippe de Role prima della Rivoluzione in stile neoclassico; essa venne completata poi (1823–30) da Étienne-Hippolyte Godde. Godde completò inoltre il progetto di Chalgrin per la chiesa di Saint-Pierre-du-Gros-Caillou (1822–29), e costruì le basiliche neoclassiche di Notre-Dame-du-Bonne Nouvelle ((1823–30) e Saint-Denys-du-Saint-Sacrament (1826–35). Altri architetti della Restaurazione furono Louis-Hippolyte Lebas, che costruì la Chiesa di Notre-Dame-de-Lorette (1823–36); (1823–30); e Jacques Ignace Hittorff, che costruì a chiesa di Saint-Vincent-de-Paul (1824–44). Hittorff proseguì la sua brillante carriera anche sotto i regni di Luigi Filippo e di Napoleone III, disegnando ad esempio un nuovo progetto per Place de la Concorde e costruendo la stazione ferroviaria della Gare du Nord (1861–66).

### Architettura commerciale

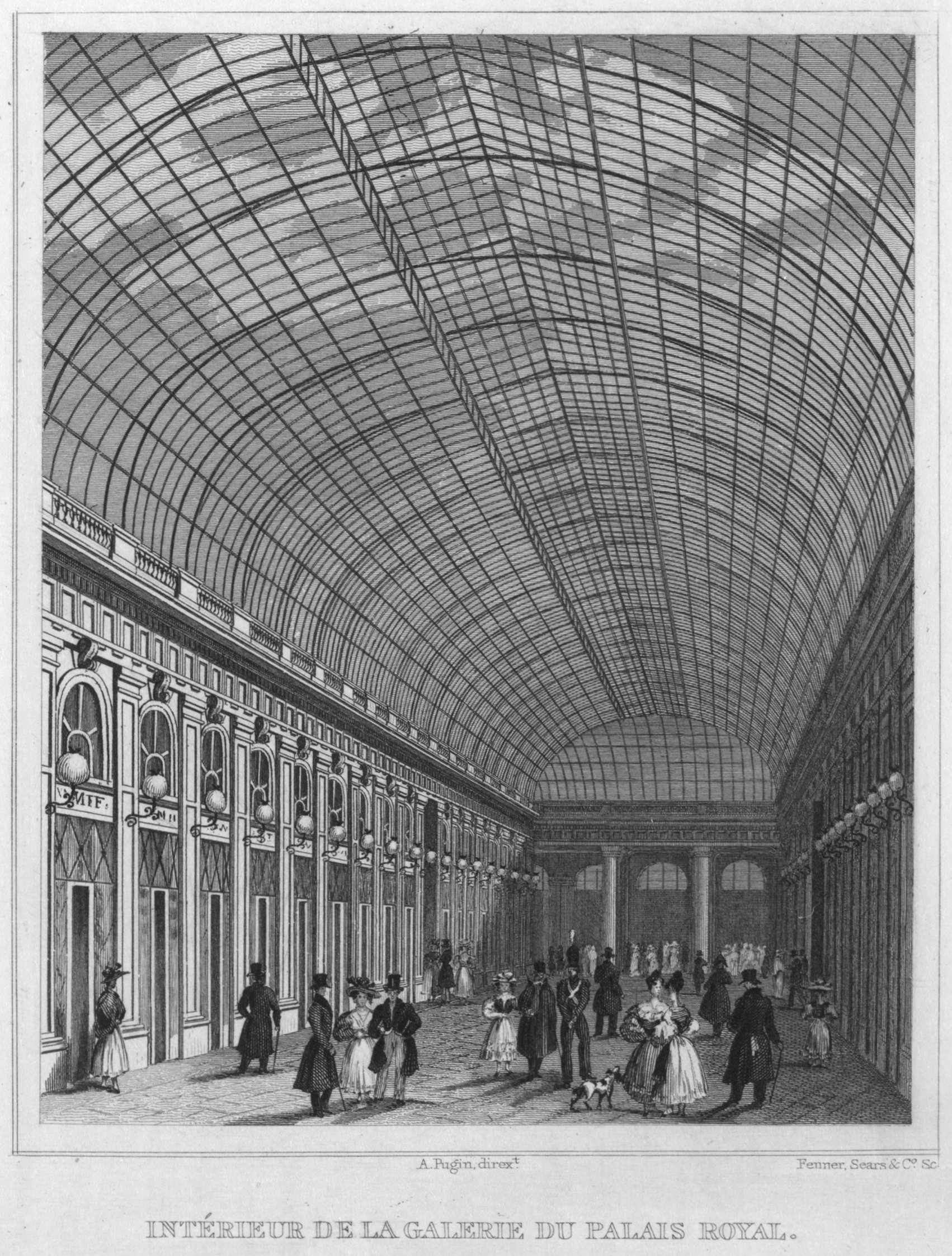
La Galerie d'Orleans presso il Palais-Royal (1818–29), una serie di arcate per ospitare negozi coperte da un tetto in vetro, progettata da Pierre-François-Léonard Fontaine

Sul finire del XVIII secolo si era fatta strada un particolare tipo di architettura a scopo commerciale, esemplificata da quella che divenne nota come la Galerie d'Orleans, un passaggio coperto da un tetto in vetro con sotto delle arcate ove potevano essere ospitate delle attività commerciali come negozi o caffetterie. Le aree erano esclusivamente pedonali e consentivano al pubblico di avere un vasto assortimento di negozi in un'unica area commerciale. Quella che divenne nota come Galerie d'Orleans fu la prima di queste gallerie aperte a Parigi presso il Palais-Royal nel 1786. A questa fecero seguito il passage Feydau nel 1790–91, il passage du Caire nel 1799 e il Passage des Panoramas nel 1800. Nel 1834 l'architetto Pierre-François-Léonard Fontaine portò l'idea ancora oltre coprendo l'intero cortile del Palais-Royal e la Galerie d'Orleans con un soffitto di vetro a vista. La galleria rimase completamente coperta sino al 1935.

### Architettura residenziale

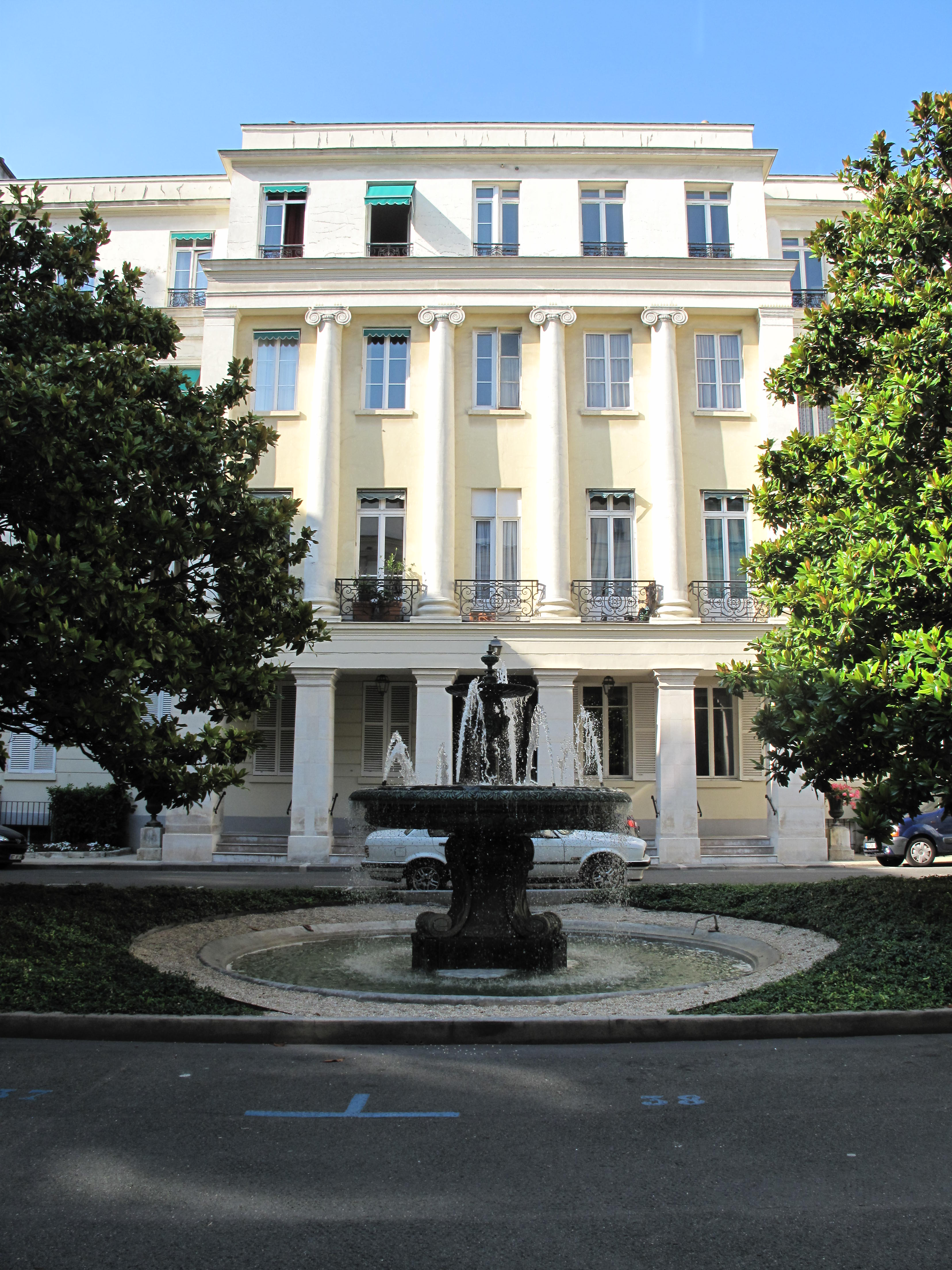
Una casa in stile neoclassico inglese nella Square d'Orleans (1829–35) di Edward Cresy

Durante la Restaurazione, ed in particolare dopo l'incoronazione di Carlo X nel 1824, a Parigi si iniziarono a costruire nuove aree residenziali sulla riva destra della Senna. Tra il 1824 ed il 1826, in un periodo di particolare prosperità economica per la Francia, si svilupparono i quartieri Saint-Vincent-de-Paul, Europe, Beaugrenelle e Passy con edifici di norma a quattro o cinque piani in altezza ed un tetto ad attico a quarantacinque gradi, intervallato da cinque o sette finestre. Le decorazioni degli edifici residenziali si mantennero, come per Rue de Rivoli, abbastanza semplice con uno sviluppo più orizzontale che verticale. Rispetto al passato, le finestre vennero allargate e venne loro data una posizione di maggiore spazio nelle facciate. Le balconate in ferro battuto divennero un tratto essenziale per le case, talvolta anche al solo scopo decorativo. Lo stile adottato nell'epoca della Restaurazione in Francia venne mantenuto sostanzialmente il medesimo per la costruzione dei boulevard parigini sino al periodo del secondo impero francese.
Gli hôtel particuliers ripresero vigore sotto la Restaurazione come era accaduto nel Settecento, ma vennero perlopiù eretti in stile neoclassico o in stile palladiano, come ben si può notare per i quartieri di Nouvelle Athenes o nella Square d'Orleans su Rue Taibout (9º arrondissement); quest'ultimo complesso, nello specifico, venne costruito tra il 1829 ed il 1835 in stile neoclassico inglese, su disegno dell'architetto Edward Cresy. Tra i residenti più famosi di questo complesso si ricordano all'epoca George Sand e Frédéric Chopin. Alcune case nel quartiere François I, iniziate nel 1822, vennero realizzate con uno stile più pittoresco, una combinazione di stile classico e rinascimentale, chiamato "stile troubadour" e segnarono il passaggio dall'uniformità classica all'eclettismo nell'ambito dell'architettura residenziale francese.

### Design d'interni e mobilio

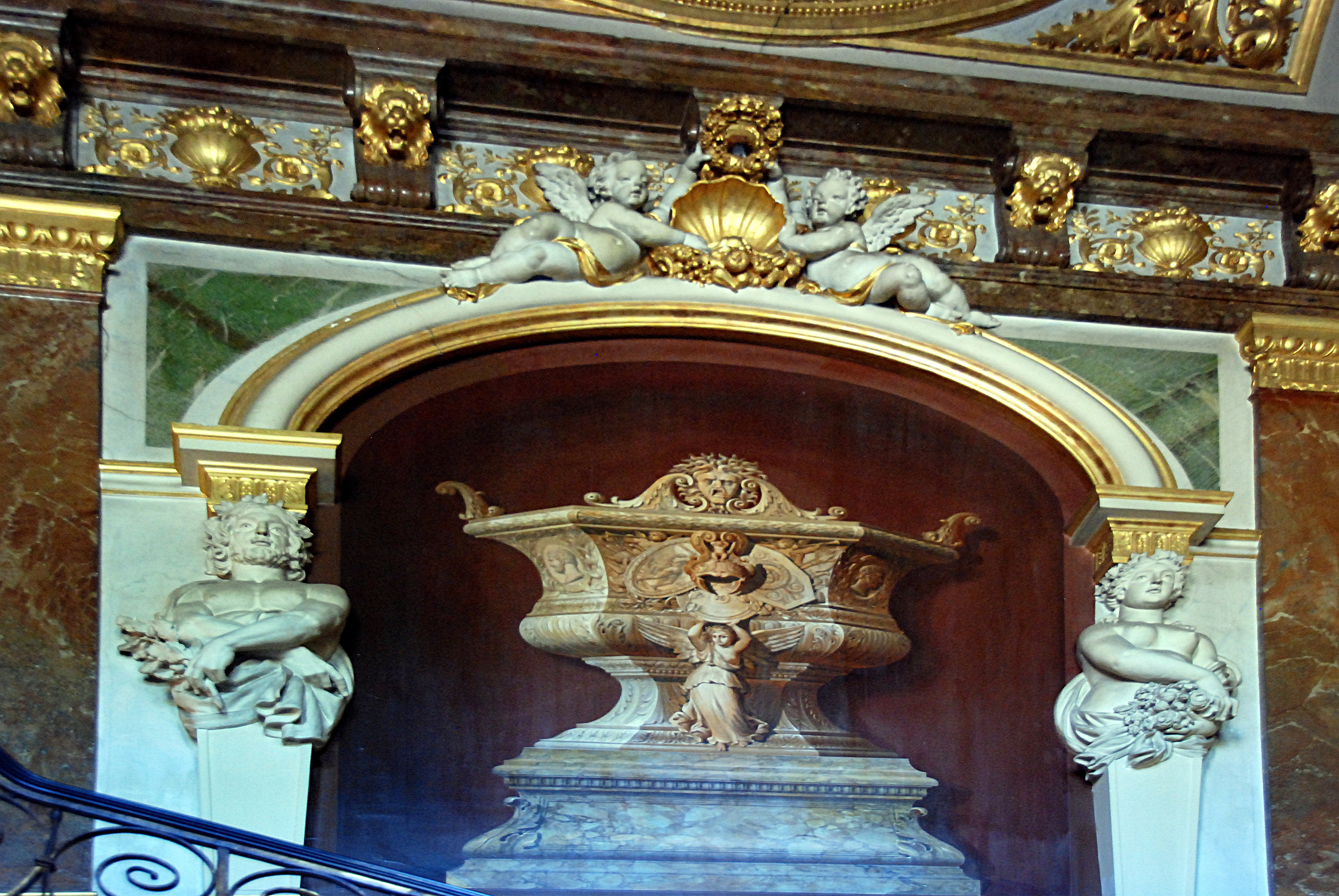
Decorazione del castello di Dampierre
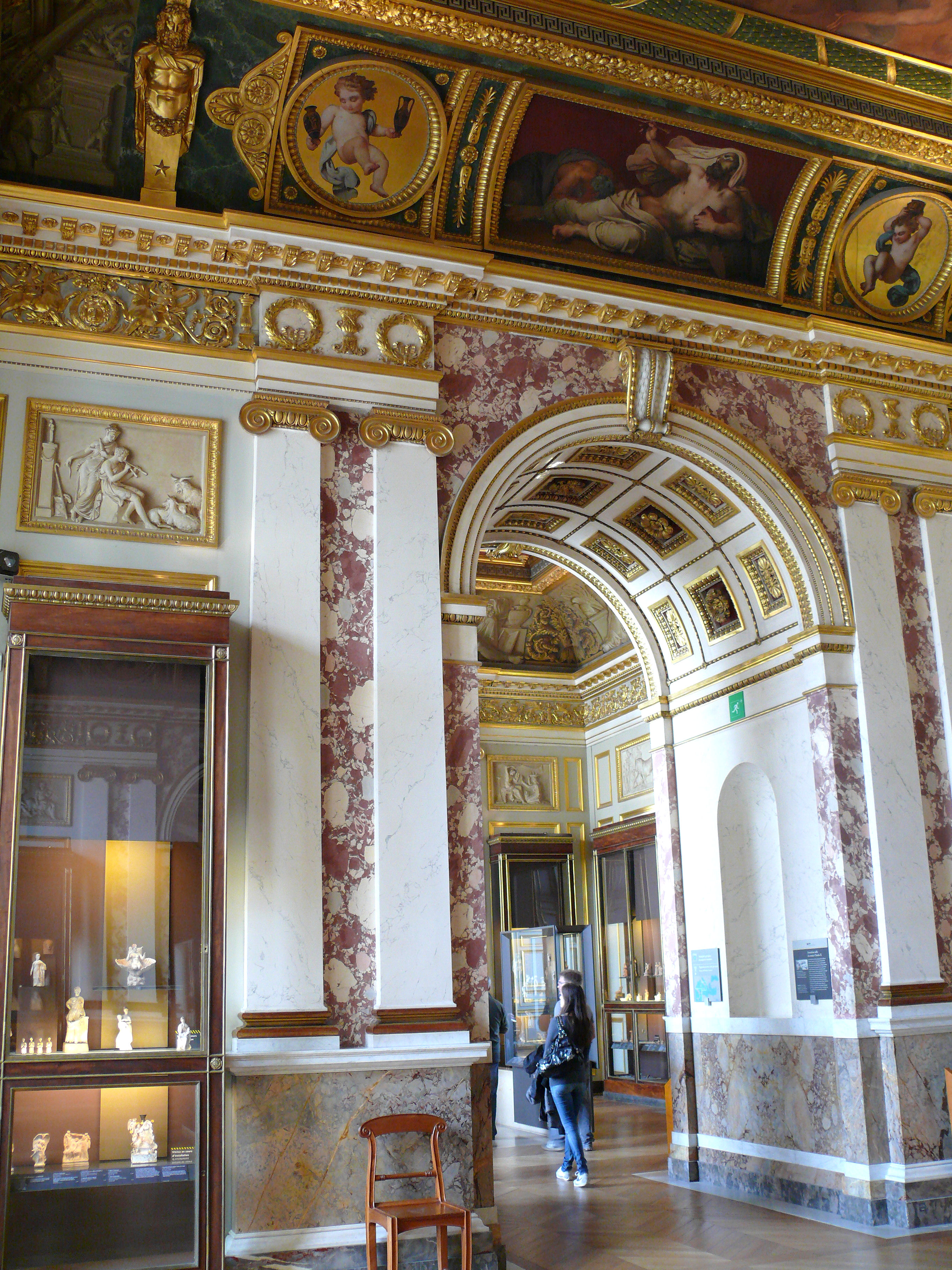
Museo Carlo X, sala 2, Louvre
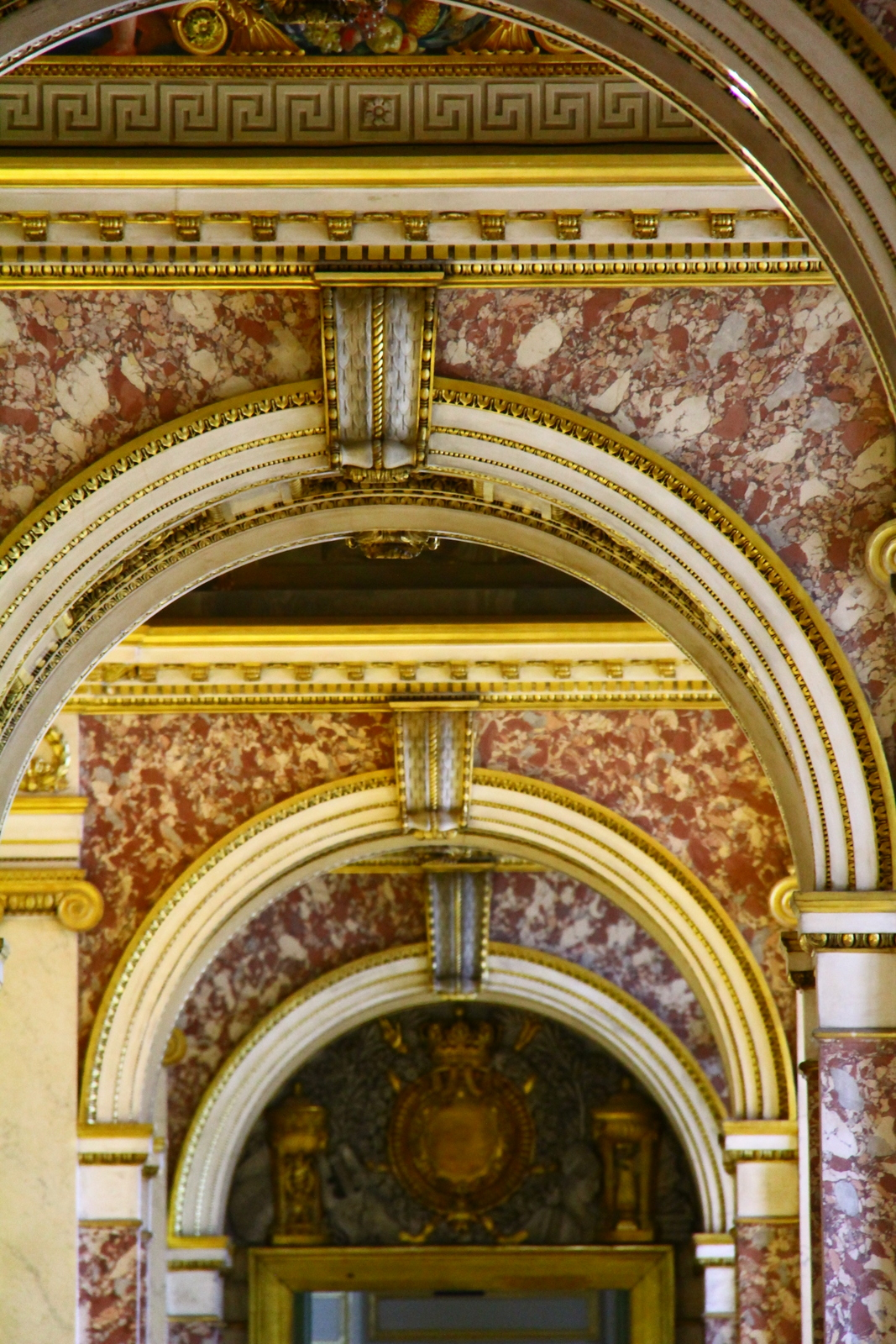
Decorazione del Museo Carlo X al Louvre
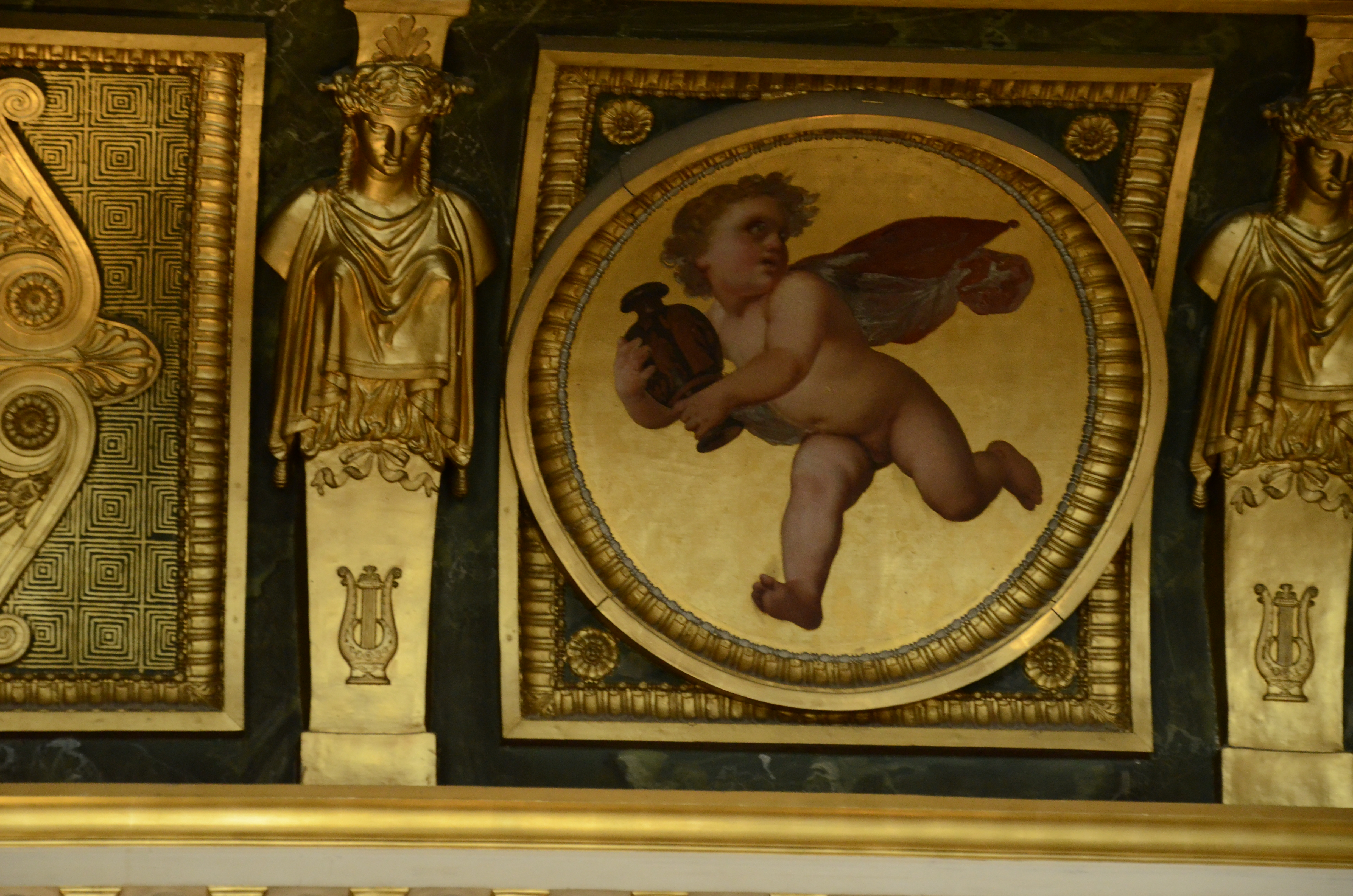
Decorazione del Museo Carlo X al Louvre
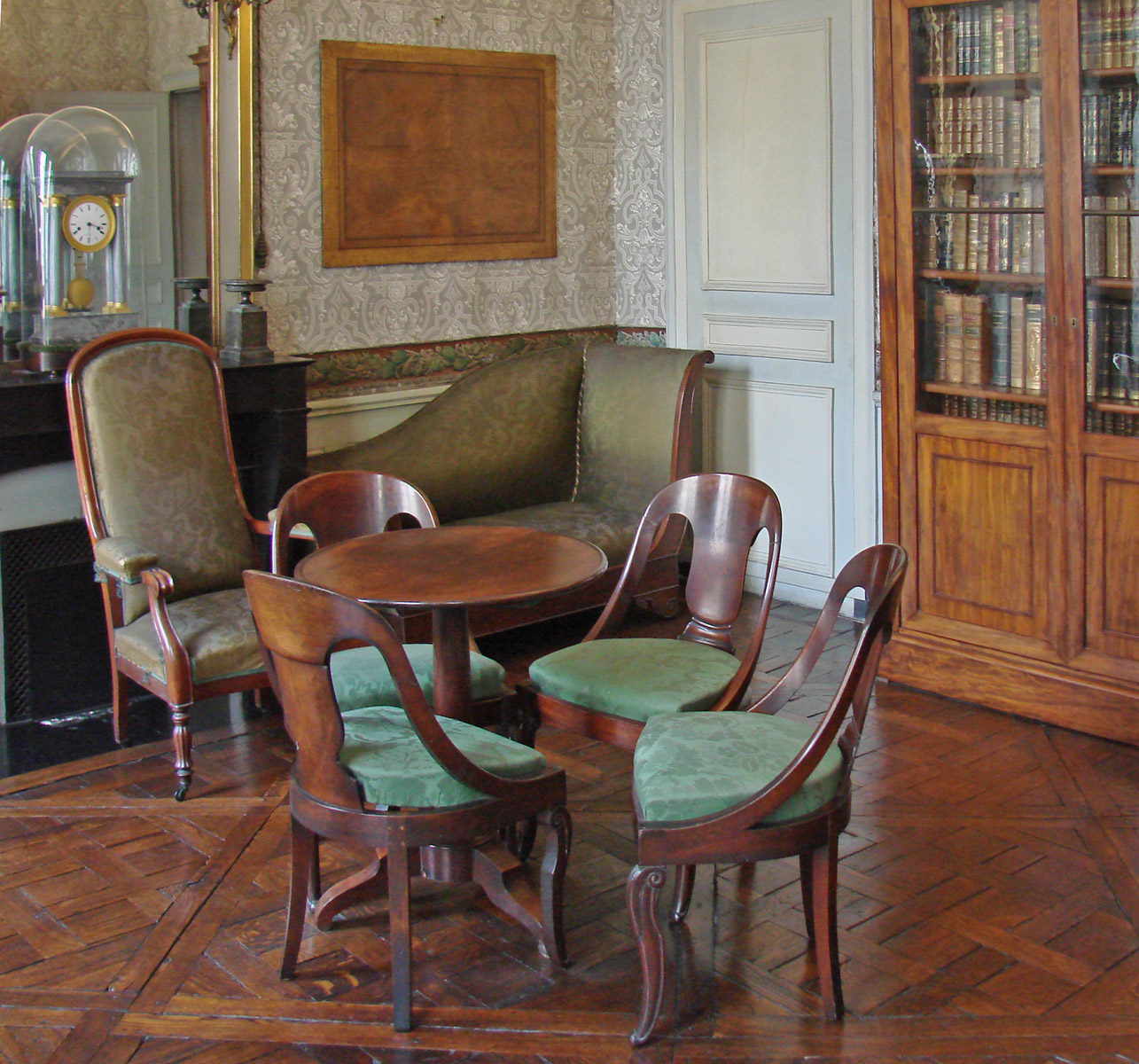
Cabinetto di Auguste Comte, con una poltrona Voltaire e sedie a gondola
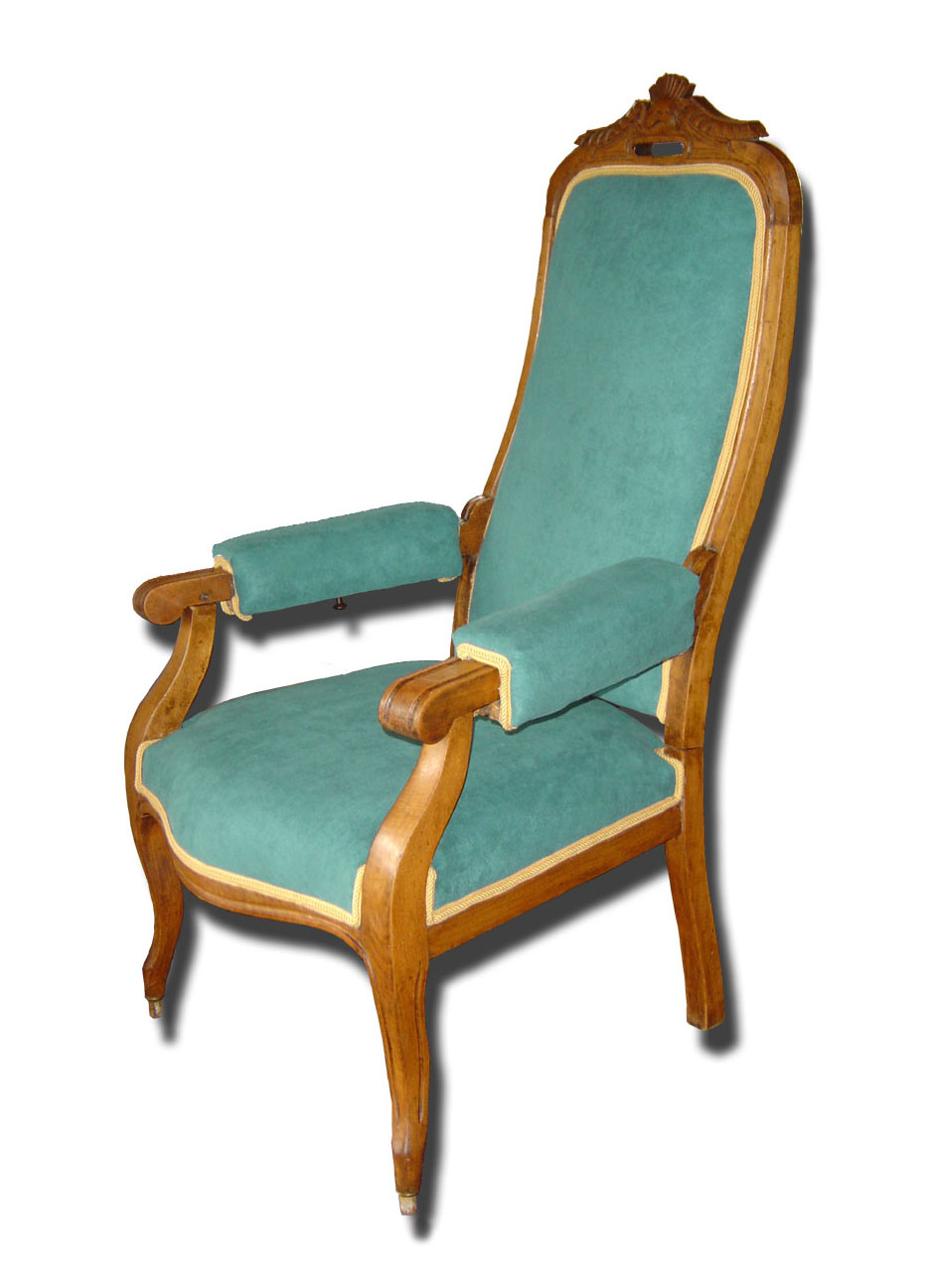
Una poltrona Voltaire, resa popolare durante il periodo della Restaurazione

Lo stile decorativo della Restaurazione francese portò con sé sia la geometria dello stile neoclassico, sia la sovrabbondanza di decorazioni dello stile Luigi XIV oltre che l'uso del colore dello stile rinascimentale. Uno dei migliori esempi di questo stile nella decorazione degli interni è rappresentato senz'altro dal Museo Carlo X, all'interno del complesso del Louvre, una serie di stanze create all'epoca della reggenza di re Carlo X e realizzate, tra gli altri scopi, per accogliere mostre annuali di pittura.
I soffitti erano divisi in scompartimenti con all'interno dipinti decorati da cornici, colonne e pilastri. Lo stile neogotico iniziò a farsi strada anche tra le decorazioni d'interni negli anni '20 dell'Ottocento, in particolare in disegni per gallerie e saloni con archi e finestre archiacute o finestre a rosoni sul modello di quelle delle cattedrali gotiche. Altro elemento fondamentale dello stile Restaurazione in Francia fu la policromia, l'uso di colori chiari nelle decorazioni, di pietre colorate, vetri o dipinti. Gran parte di queste decorazioni si concentravano sui soffitti con emicicli, cupole, pendenti e volte, spesso decorate con pitture.
Un altro esempio dello stile Restaurazione francese è il disegno interno della cappella espiatoria fatta costruire in memoria di Luigi XVI e di Maria Antonietta. Mentre esternamente la struttura si presenta di stile neoclassico d'ispirazione greco-romano, l'interno della cupola è decorato con rosette e vi è abbondanza di altorilievi scolpiti e decorazioni con l'uso di simboli specifici come croci maltesi, gigli di Francia e rose. Il pavimento, in pietra, è pure largamente decorato con motivi simili.
Con la caduta di Napoleone, gli aristocratici che avevano abbandonato la Francia durante la Rivoluzione iniziarono a fare ritorno in patria; questi ad ogni modo scoprirono che gran parte del mobilio nelle loro residenze era stato confiscato e venduto durante gli anni della Rivoluzione e loro disponevano ben poco denaro per realizzare nuovi mobili in stile. Il nuovo sovrano, Luigi XVIII, apprezzava tutto sommato lo stile impero e pertanto lo mantenne in uso, arrotondandone però le forme e rimuovendovi i simboli napoleonici dalle decorazioni. Dopo la morte di Luigi XVIII nel 1824, il nuovo re, suo fratello Carlo X, concesse delle indennità a quegli aristocratici ancora in vita a cui la Rivoluzione aveva cagionato dei danni nel patrimonio e pertanto riprese l'industria del mobilio di lusso. Vi fu in particolare una ripresa di stili antichi come il gotico o il rinascimentale, anche se lo stile gotico apparve con più vigore dopo il 1831 con la pubblicazione di Notre-Dame de Paris di Victor Hugo (1831).
Gli ornamenti in bronzo dorato si fecero sempre più rari; gran parte degli ornamenti erano dati dall'intarsio con legni chiari e legni scuri alternati, spesso con motivi floreali sotto l'influenza del gusto personale della duchessa di Berry. Sotto Carlo X si diffuse la poltrona á la Cathédral con un ritorno alle forme del gotico. Il rosone gotico prese pure piede anche nel mobilio, come pure palmette stilizzate e altri disegni floreali. Il comfort venne messo al primo posto nel disegno di nuovi mobili. La poltrona Voltaire, con gambe frontali a sciabola, divenne particolarmente popolare all'epoca.

## Pittura

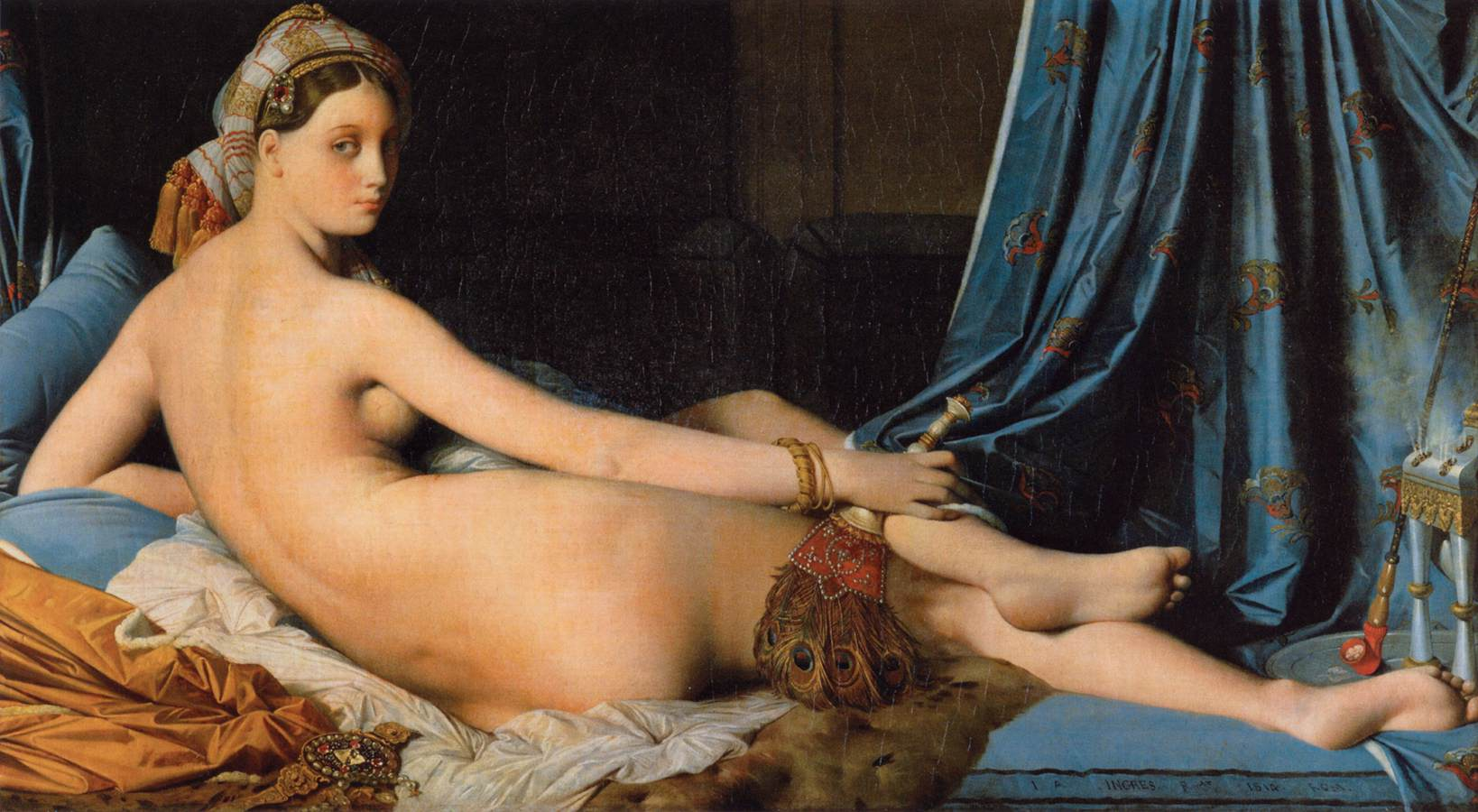
La Grande Odalisca di Jean-Auguste-Dominique Ingres (1814)
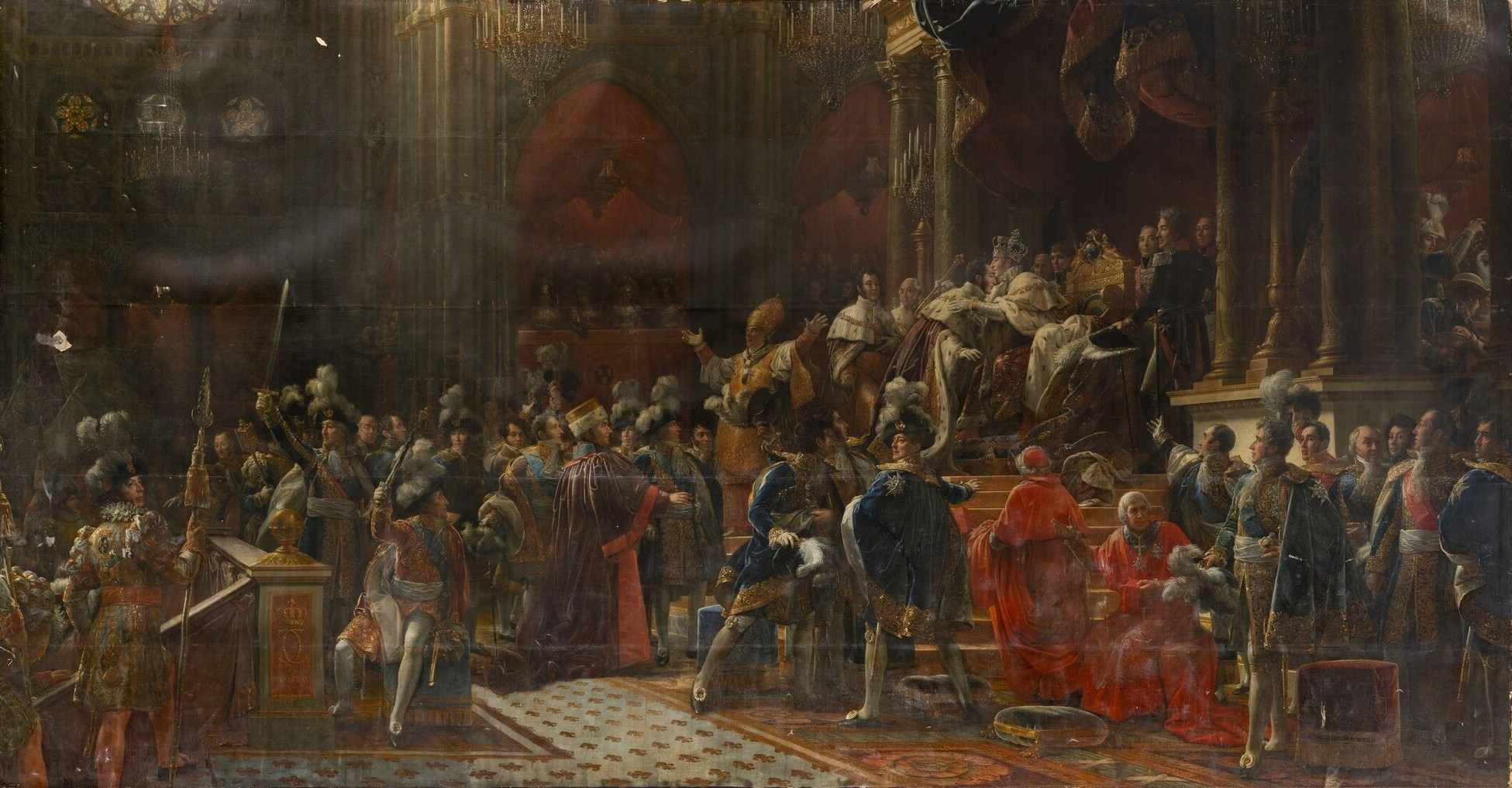
L'incoronazione di Carlo X di Francia  di François Gérard (c. 1827), Museo di Belle Arti di Chartres
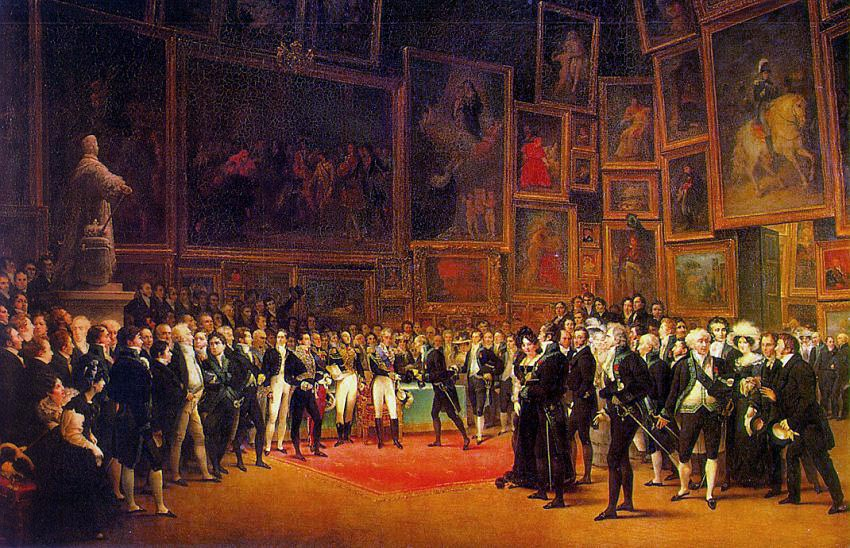
Carlo X offre premi agli artisti al Salon del Louvre nel 1824 di François Joseph Heim
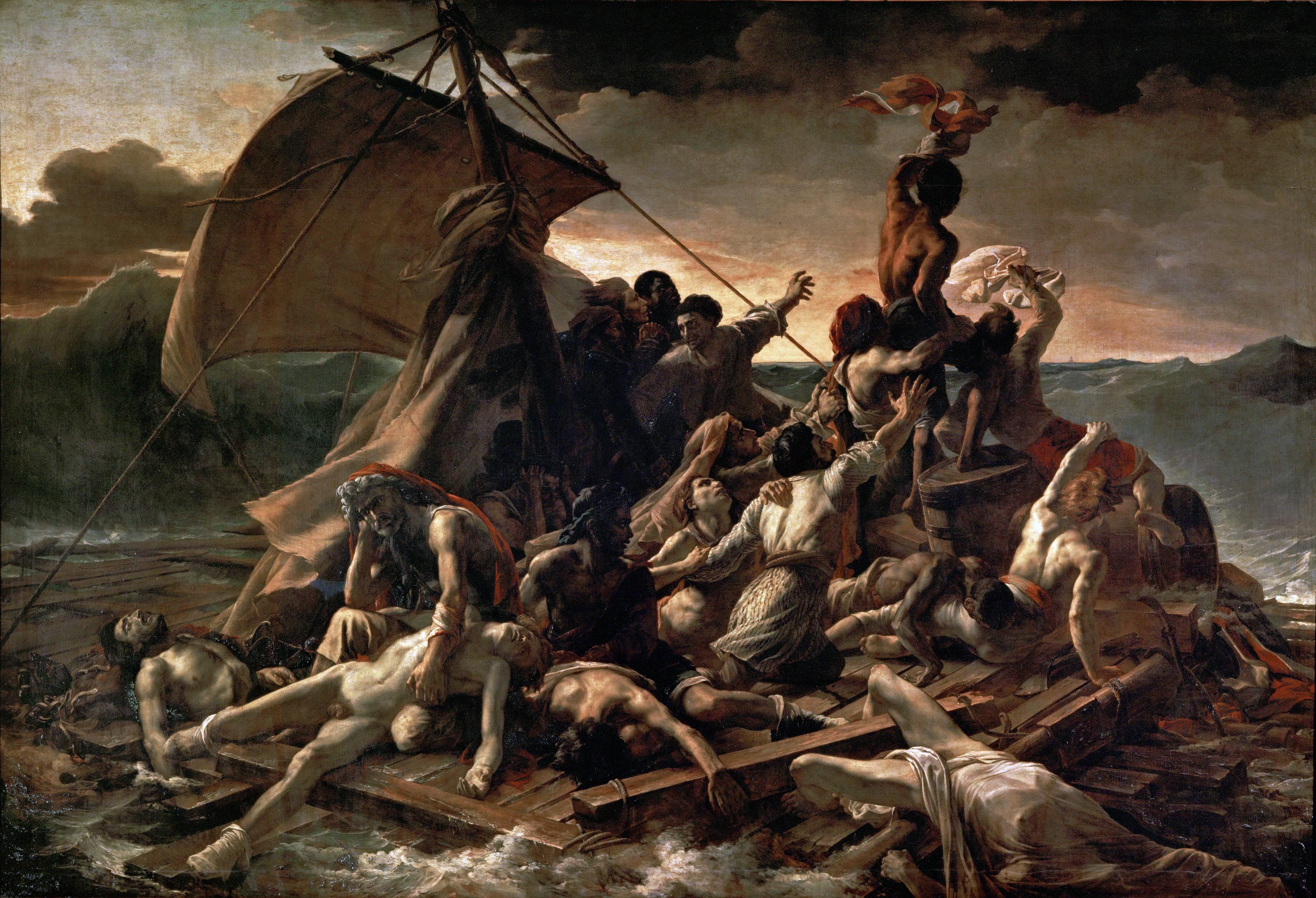
La zattera della Medusa di Théodore Géricault (1818–1819), Louvre
La libertà che guida il popolo di Eugène Delacroix (1830), Louvre

La Restaurazione vide l'inizio di una lunga battaglia tra sostenitori del neoclassicismo da un lato e quelli del romanticismo dall'altro, nelle arti. Jacques-Louis David, pittore dominante del neoclassico durante il regno di Napoleone, venne costretto all'esilio in Belgio; ad ogni modo molti dei suoi allievi rimasero a Parigi e continuarono a dipingere secondo il suo stile. Tra questi vi era François Gérard, che dipinse la tela dell'incoronazione di re Carlo X di Francia nel 1827, progettò l'opera seguendo quasi la stessa composizione usata da David nel dipinto dell'incoronazione di Napoleone. Altri pupilli di David furono Antoine-Jean Gros (1771-1835), e soprattutto Jean-Auguste-Dominique Ingres, (1780-1867), che dipinse la sua famosa Grande Odalisca nell'anno in cui Napoleone partì per il suo primo esilio.
La nuova generazione di neoclassicisti, guidata da Ingres e da Gérard, ignorò in gran parte l'idea di un classicismo basato sui valori dell'antica Grecia e dell'antica Roma, concentrandosi invece sulla perfezione della rappresentazione del corpo umano, delle sue linee, della composizione e del colore. Durante la Restaurazione, Ingres ottenne la commissione di dipingere degli affreschi per il soffitto della Salle Clarac del Louvre, con il noto dipinto Apoteosi di Omero. Completato nel 1827, il dipinto riunisce insieme i più famosi artisti della storia i quali presenziano all'incoronazione poetica di Omero. Ingres superò tutti i suoi contemporanei come ritrattista. Nel 1819 dipinse Ruggero salva Angelica, ispirato al celebre tema di San Giorgio che uccide il drago. Altri pittori che seguirono poi ebbero una visione della pittura neoclassica come più delicata e sensuale, come ad esempio Pierre-Paul Prud'hon (1758–1821), e la ritrattista Élisabeth Vigée Le Brun.
Un approccio completamente differente alla pittura venne preso da Théodore Géricault che con il suo La zattera della Medusae (1818–1819), rappresentò una scena vera mista alla leggenda di persone che cercano di salvarsi con una zattera improvvisata dopo un naufragio, chiedendo aiuto ad una nave distante. Géricault aveva studiato meticolosamente autonomia per rendere più realistici i corpi nei suoi dipinti, sia vivi sia morti. La pittura venne attaccata da alcuni critici e difesa da altri, incluso il poeta Charles Baudelaire e il pittore Horace Vernet. Géricault tornò sul medesimo tema nel 1821-24, con La tempesta o Il naufragio dove dipinse corpi condotti alla deriva su una spiaggia dopo una tempesta, mostrando ancora una volta l'impotenza dell'uomo contro la natura. Nel 1822–23, Gericault dipinse La folle, ritratto di una pazza in un manicomio di Parigi. La scuola di pensiero pittorico da lui inaugurata venne chiamato "romanticismo teatrale".
Eugène Delacroix fu un altro dei pittori del "romanticismo teatrale" che emerse proprio durante il periodo della Restaurazione. Da giovane pittore, egli fu particolarmente impressionato dai dipinti di Rubens presenti al Louvre, come pure dai disegni di Goya e dai dipinti di Constable. Dopo essersi portato in Inghilterra, incontrò personalmente Constable per poi fare ritorno a Parigi e divenire amico di Stendhal, Balzac e Victor Hugo. Al Salon di Parigi del 1827, mise in mostra nove dei suoi dipinti. L'anno successivo, presentò La morte di sardanapalo. Nell'autunno del 1830, poco dopo la rivoluzione di luglio che detronizzò Carlo X, dipinse La Libertà che guida il popolo che venne presentata nel 1831 e divenne una delle opere iconiche dell'arte francese di tutti i tempi.

## Scultura

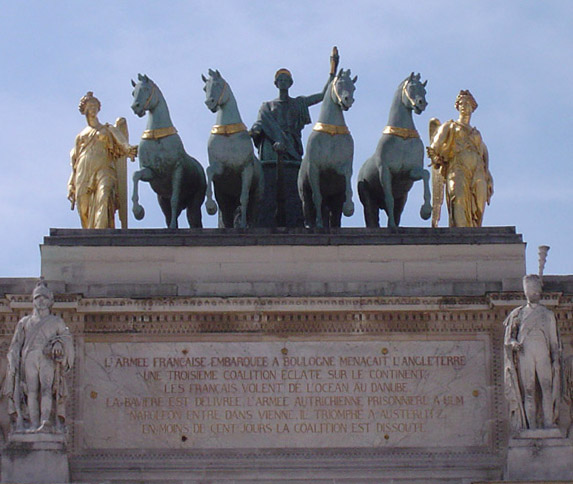
La pace che guida un carro sulla cima dell'Arco di Trionfo del Carrousel di François Joseph Bosio (1828)
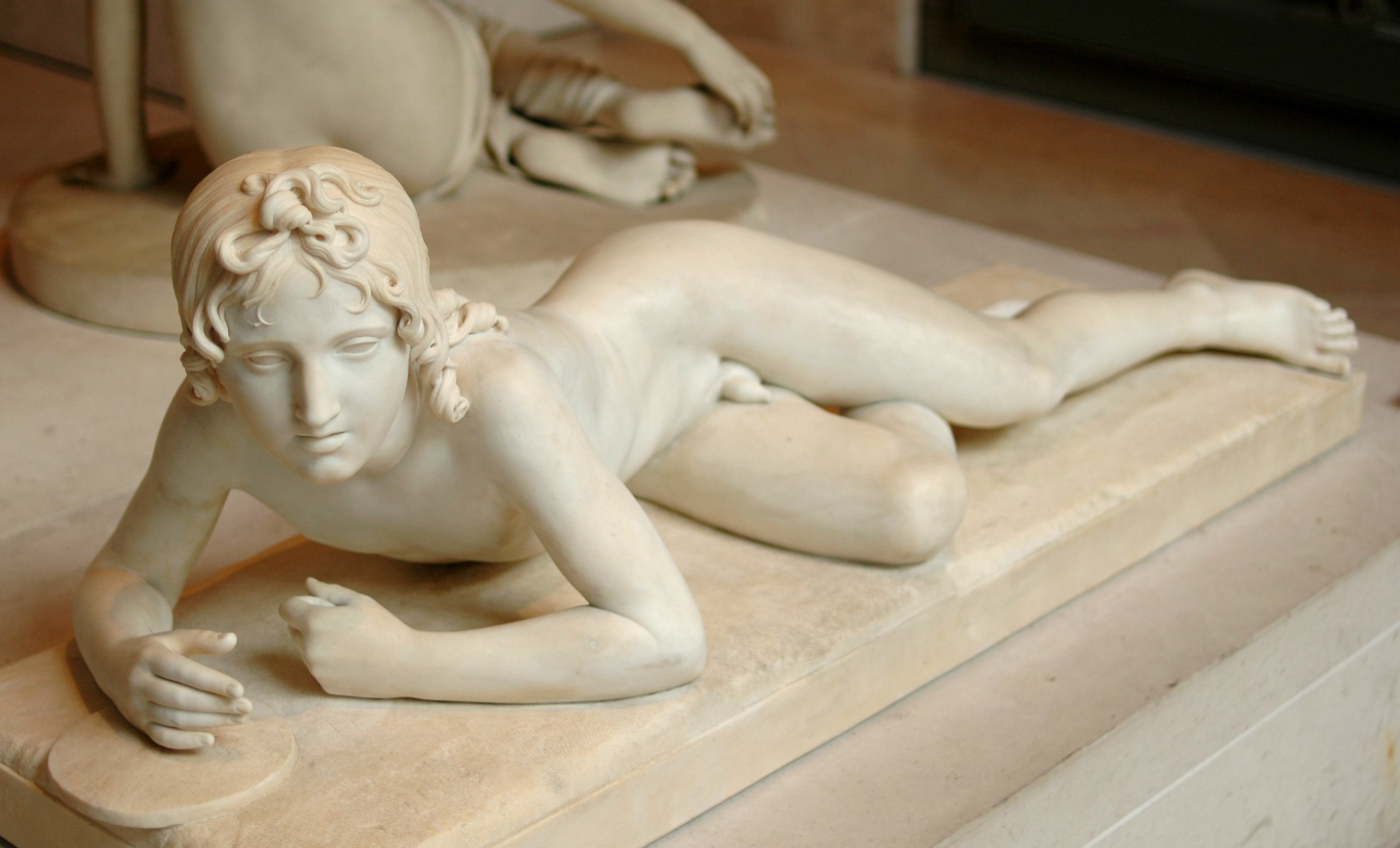
Giacinto, di François Joseph Bosio (1817) Louvre
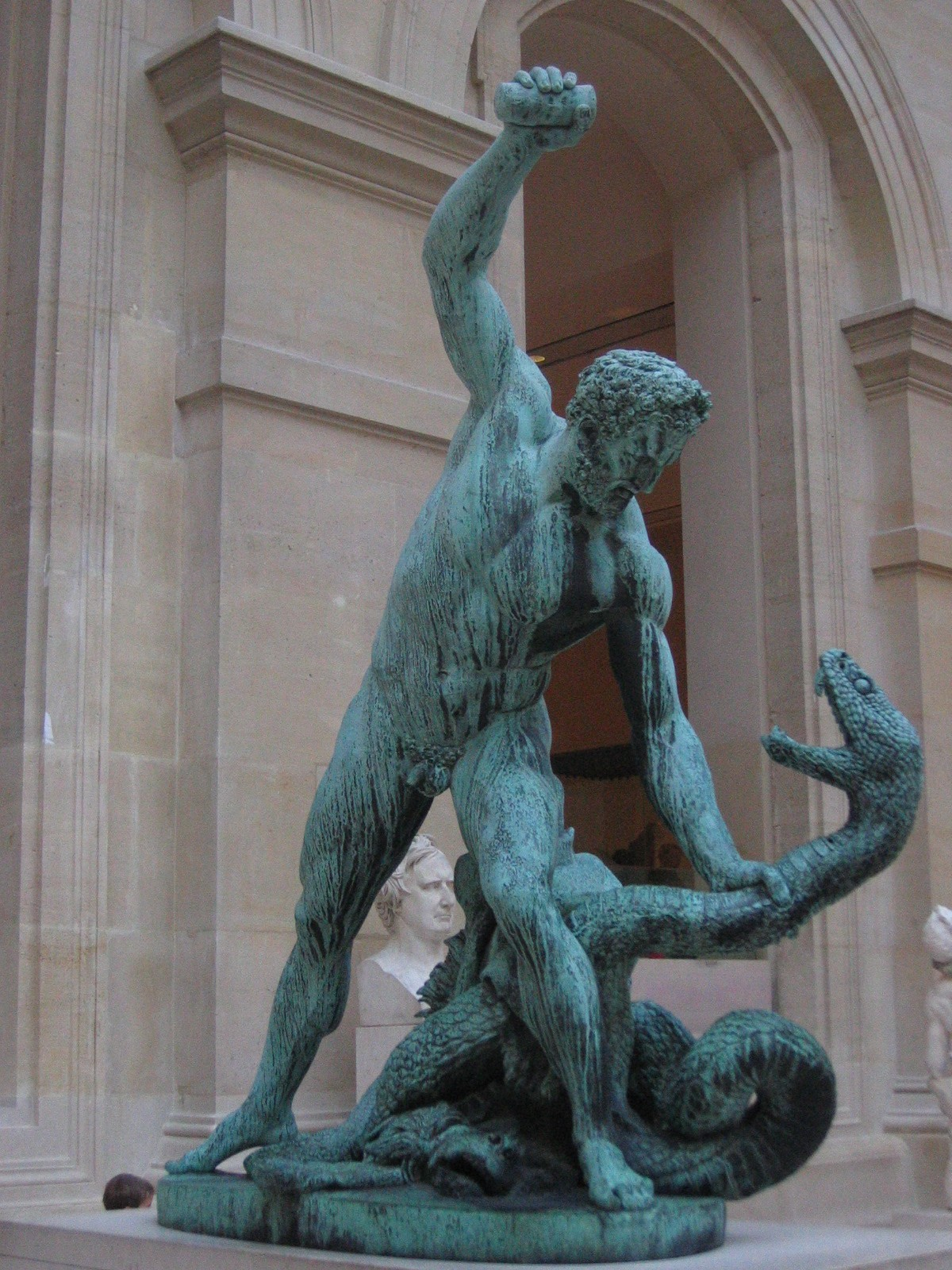
Ercole che combatte Acheloo trasformato in un serpente di François Joseph Bosio (1826) Louvre
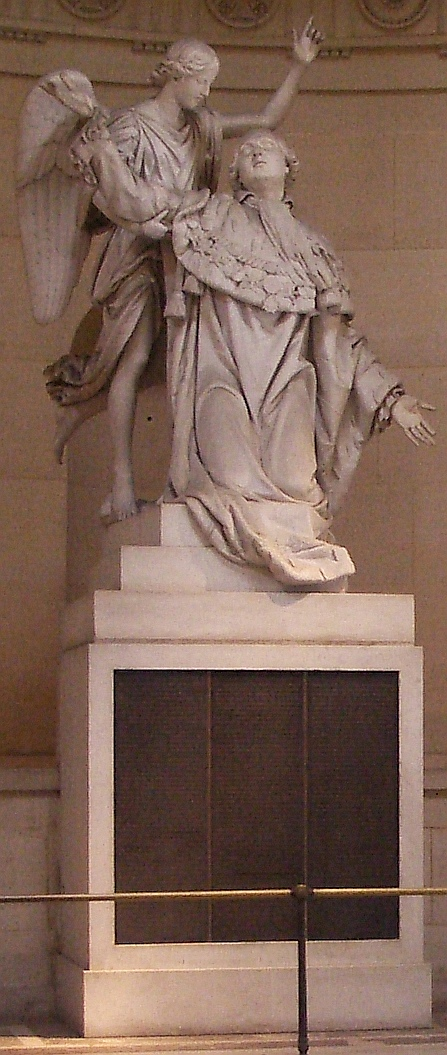
Luigi XVI di François Joseph Bosio
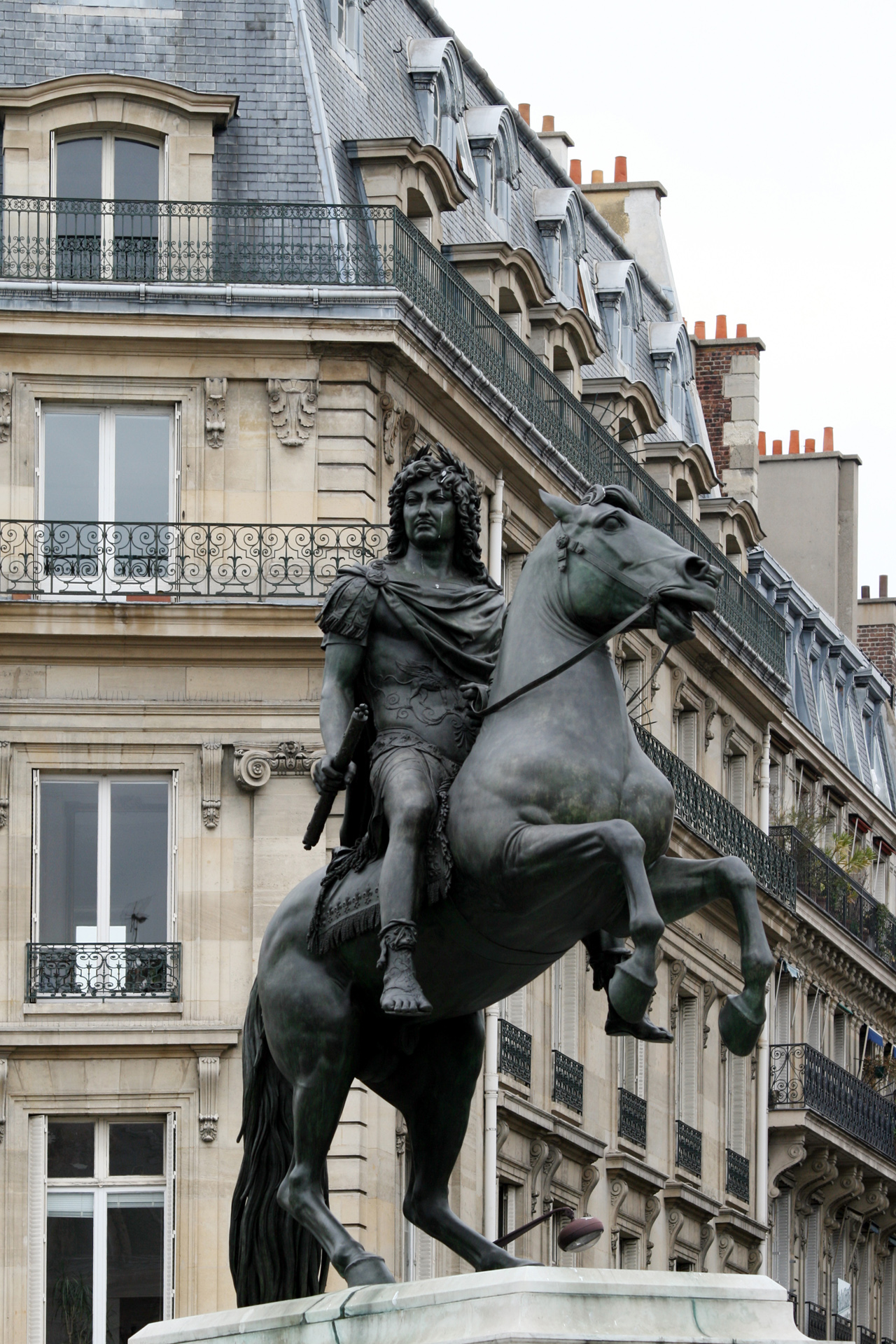
Statua equestre di Luigi XIV in Place des Victoires
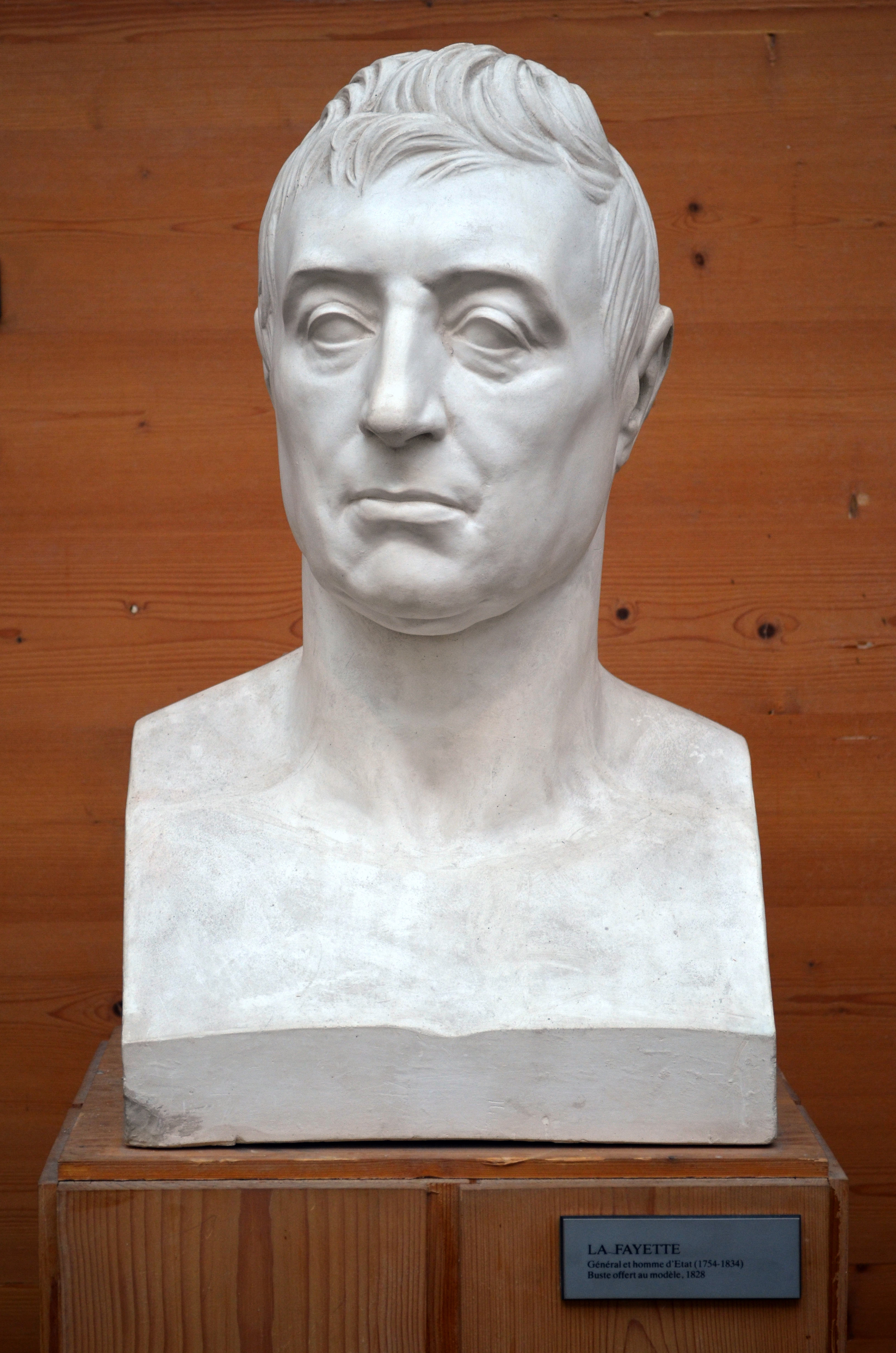
Busto del marchese di Lafayette di David d'Angers (1828)

Uno degli scultori più noti in Francia durante il periodo della Restaurazione fu François Joseph Bosio (1768-1845). Nato a Monaco, ricevette una borsa di studio dal principe locale per studiare a Parigi, sotto la guida di Augustin Pajou. Durante l'impero di Napoleone, scolpì alcune placche per la colonna di Place Vendôme, e fece numerosi ritratti a busto della famiglia imperiale. Nel periodo della Restaurazione, entrò al servizio dei re di Francia e realizzò busti e sculture di stile classico-romantico. Realizzò la statua di Luigi XVI per la cappella espiatoria chiamata Apoteosi di Luigi XVI o Luigi XVI chiamato all'immortalità, sostenuto da un angelo. Nel 1828 completò l'Arco di Trionfo del Carrousel al Louvre con una scultura rappresentante un carro rappresentante la libertà che guida una quadriga, in sostituzione della quadriga di San Marco a Venezia che, rubata da Napoleone, venne restituita alla città dopo la caduta del primo impero francese. I Borboni commissionarono poi al Bosio la nuova statua per commemorare il ritorno della monarchia in Francia. Bosio ottenne inoltre la commissione di rifare la statua equestre di Luigi XIV per la parte centrale di Place des Victoires che era andata distrutta durante la Rivoluzione. La sua nuova versione, di 12 metri di altezza, venne posta in loco nel 1828.
Altro noto scultore francese dell'epoca fu Pierre Jean David 1788–1856), noto col nome d'arte di David d'Angers, per distinguersi dal suo maestro Jaques Louis David. Lavorò nell'atelier di Jacques Louis David dall'inizio del 1809, passando poi tra il 1811 ed il 1816 all'Accademia di Francia a Roma, dove divenne familiare con le opere del Canova, il maggiore tra gli scultori italiani del periodo del romanticismo. Ad ogni modo, egli preferì ispirare le proprie opere al classicismo, illustrando tramite esse i valori patriottici e le virtù morali. Realizzò busti o statue per diversi uomini di stato incluso il marchese di Lafayette, Thomas Jefferson e Goethe. Nel 1830, iniziò a lavorare alla sua opera più nota, il fregio sopra l'entrata del Pantheon di Parigi, dal titolo La Patria riconosce i suoi grandi uomini, che venne completato nel 1837.
Altro scultore di rilievo che iniziò la sua carriera proprio nel periodo della Restaurazione fu François Rude, (1784–1847). Passò a Parigi dalla natia Digione nel 1805 per studiare con Pierre Cartellier. Nel 1811 vinse il Prix de Rome, ma da convinto bonapartista, alla caduta di Napoleone venne costretto all'esilio in Belgio dove ebbe successo come scultore ritrattista. Tornò in Francia solo nel 1827. Tra il 1833 e il 1836, realizzò la scultura La Marsigliese per decorare l'Arco di Trionfo.